# Never Again (Kelly Clarkson)
Never Again è una canzone scritta dalla cantante American pop rock cantante Kelly Clarkson e Jimmy Messer, ed è il primo singolo estratto dal suo terzo album, My December (2007).
La canzone è stata nominata ai Teen Choice Awards 2007. Questa canzone è stata alla posizione 99 sulla lista Rolling Stone delle 100 migliori canzoni del 2007.
Nel luglio 2007, il singolo è stato certificato disco d'oro dalla RIAA, oltre 500 000 copie negli Stati Uniti. A partire da aprile 2010, il brano ha venduto oltre un milione di download digitale.